# 潮汐洪水
潮汐洪水（Tidal flooding）是指在異常漲潮期間（例如滿月和新月時）低窪地區（特別是街道）暫時被潮水淹沒的狀態。一年中最高的潮汐可能被稱為王潮，其月份因地點而異。潮汐洪水往往不會對財產或人身安全構成高風險，但會進一步對低窪地區的沿海基礎設施造成壓力。
潮汐洪水在人類居住的其他沿海地區變得越來越普遍，因為氣候變遷引起的海平面上升以及海岸侵蝕和地層下陷等其他與人類相關的環境影響增加了基礎設施的脆弱性。